# 石井順一
石井 順一（いしい じゅんいち、1899年 - 1991年3月4日）は、日本の高校野球指導者。早稲田実業学校野球部監督。ボール、バット職人、ラビットボール発明者。東京本郷生まれ。身長157cm。

## 生涯
祖父は広島出身の籐細工師で手先が器用、発明癖があり自転車にスクリューを付け船のように漕ぎ進める乗り物を考案するなどした。その息子、順一の父が湯島天神下に運動具店を開いたのは順一の生まれた1899年。このころテニスラケットや野球のバットは、外国から輸入したものばかりであったが、祖父と父は独自にそれらの用具を作ろうと考え、大工を混じえて工夫をはじめた。父はテニスラケットを初めて国産化した人物ともいわれている。野球のバットづくりは、祖父が甲府を旅したおり、重い物を天秤棒で担いで歩く物売りを見たことに始まる。棒手売の天秤棒が見事にしなるのを見て、この「しなり」が天啓となり、棒の材質トネリコでバットをつくりはじめる。石井家のバットづくりは、祖父の代から三代にわたることとなる。
順一が野球のボールを手にしたのは小学校五年生のとき。岩崎彦弥太が実家の運動具店にしばしば野球道具を買いに来て、そのついでにキャッチボールを教えてもらった。1915年、早稲田実業学校の1番、または5番・遊撃手として岡田源三郎らと第1回全国中等学校優勝野球大会出場。準決勝で秋田中学に1-3で敗れる。全国からの参加は10校で、早実のメンバーは13人だった。1917年、早稲田大学商科に進み野球部で活躍し名選手と謳われた。久慈次郎らが同期となる。1921年には三塁手として安部磯雄団長、飛田穂洲(忠順)監督以下14人と共に米国遠征に参加。この時、ジョー・ディマジオを指導したこともあるフランク・オドールから打撃指導を受けた。早大在学中に父を亡くしたこともあって大学を卒業した1922年、家業のスポーツ用具店「カジマヤ商品本店」を継ぐ。この1922年から翌1923年まで母校・早稲田実業の監督にも就任し、第9回全国中等学校優勝野球大会出場、ベスト8まで進出させた。1923年、関東大震災で店は焼失。このため運動具製造の修業のため渡米しシアトルでバット作りを学ぶ。また当地で野球のクラブチームに加わったり、早大野球部の初代部長だった安部の後を受け、早大とシカゴ大学交流の橋渡しなどに務めた。これら日米交流の体験から多くのアメリカの知己を得て、1931年のメジャーリーグオールスターチームの初来日や、1949年のサンフランシスコ・シールズの来日時に、日本側の窓口として、アメリカ野球人の応援にも尽力した。
アメリカから帰国後、都市対抗野球大会創設を受け、あちこちの会社をまわって選手を集め、新田恭一らとクラブチーム・東京倶楽部（全東京）を結成。チームのユニフォームは石井が製作し、練習場は深川区の藤倉電線球場に置いた。1927年第1回大会から毎年同大会に出場。チームに六大学の花形選手が続々入部したため試合出場は少なかったが、1930年の第4回大会では主将としてチームを悲願の初優勝に導き、黒獅子旗を初めて本土、地元東京に翻させた。閉会式での涙ながらの挨拶は万余の観客を感動させたという。東京倶楽部は創成期の都市対抗野球で人気・実力とも日本一のチームであった。
1943年、東京倶楽部を率いて極東選手権大会野球部門日本代表監督。石井は戦争中にも「いつの日かまた野球を」と信念を燃やし、戦時中に早大の理工科出身で飛行機製造にタッチした人と共同で、ボール製造をスイッチ一つでやってのける機械の開発に成功していた。当時ボールの製造は手作業で職人が手巻きでコツコツとやるので、1日せいぜい作れても5、6個だった。その機械が戦争で紛失するの恐れて機械を10台四国の丸亀市に疎開させていた。戦後の1947年、本格的にバット製造に打ち込むため、千葉県松戸市に本拠を移しボールとバットの製造を手掛ける「ジュン石井」を創業。1948年、日本野球連盟を訪ね鈴木龍二会長に、先の機械を提供するので良質のボールを製造するため、良質な毛糸を入手して欲しいと訴え、連盟は大手毛糸会社と契約し、石井の機械を活用して同年秋から良質なボールが大量生産されるようになった。プロ野球が2リーグに分かれた1950年、鈴木龍二セ・リーグ会長に「お客が席を立つのをつなぎ止めるための方策はないか」と問われ、「ホームランが出やすくなれば」とボールの芯を生ゴムに変える「ラビットボール」を考案した。審判部でボールの管理を任されていた島秀之助によれば、ホームランの量産で"ラビットボール"と誰かが言いだし、あたかも連盟が"飛ぶボール"をわざわざ製造して公式戦でのホームラン競争の興味を煽ったかのように見られたが、戦前のボールと同じ良質のボールが作られるようになったのに過ぎないと述べている。また折れやすいバットを何とかしたい、と常々考えていた石井は理想とするバットの製造に取り組む。バット材に最も適した木はトネリコといわれているが、この頃からトネリコは次々切り倒され、良質な材料は手に入り難くなっていたため、トネリコの保護の理由でヤチダモに着目した。ヤチダモはアオダモに比べ軽いが、ボールを数十球打つと表面にささくれが出来るなど耐久性が無かった。しかしアメリカの選手に比べ腕力で劣る日本の打者には「軽さ」と「しなり」が重要、と考え以後、ヤチダモを使ってのバット製作に試行錯誤を繰り返した。当時の選手がやっていた牛骨でバットを擦り、ささくれを抑えていた方法をヒントに、表面を固めれば、と樹脂加工に思い至った。
1950年代後半から、当初母校・早稲田大学と法政大学で試作段階の圧縮バットが使用された。また六大学仲間の藤田省三が苦労を気にかけ、当時近鉄の中核選手だった関根潤三に「使ってやれ」と要請。まだ日本野球機構から公式バットとして認可されていなかったが、圧縮バットをプロ野球選手として初めて使用した。また大学の後輩・広岡達朗にも協力を要請し、主にこの二人の実験報告を受けながら改良を続けた。改良を重ねバット材を乾燥させて木目の間を真空状態にして、そこに樹脂を注入し、高熱でバットの型にはめ込んで圧力をかけて木目を締める、という方式の圧縮バットを完成させた。しかし、圧縮バットは既に株式会社美津濃にて特許が取られており、権利保護の訴えが行われた。結果は一審・二審で美津濃の勝訴となり、上告は棄却された。美津濃の圧縮バットに関する発明の権利は全面的に認められたが裁判長の和解勧告があって、美津濃は石井氏の圧縮バットの製造を認めた。
入団四年目の1962年7月、一本足打法となった早稲田実業の後輩・王貞治が、シーズン終了間際の同年10月から石井の圧縮バットを使用。石井は高校時代の王にピッチングやバッティングを指導していた。バットを手に取った王はそのフィーリングを気に入り、以降1980年引退するまで放った868本のホームランの大半を石井の圧縮バットから生み出した。低コストで均一な品質を両立できることや王の使用で評判となり、(王のように一貫して愛用したわけではないが)主に1970年代の長嶋茂雄、山内一弘、張本勲、柴田勲、江藤慎一、大杉勝男、木俣達彦などが使用、外国人選手でもマニエル、ギャレットなどが愛用。田淵幸一、谷沢健一 、山本浩二、有藤道世 、掛布雅之などは学生時代からキャリア前半に使用、下積み時代の落合博満、篠塚利夫、田代富雄なども使用するなど、日本のプロ野球選手の7割とルー・ブロックなどメジャーリーガーらが、メーカーが用具提供を始める1970年代半ばまで、石井の圧縮バットを使用した。谷沢は高校時代から松戸の工場に度々出入りし石井に中庭で打撃指導を受けたという。この関係で石井は習志野高校の指導も行った。谷沢は石井を「私の打撃の師」と述べている。なおアメリカのバット製造は、全てオートメーションで、バット職人はいないという。
大多数の選手の石井の圧縮バット使用で、後発のバットメーカーも追随、「ダブル圧縮」と呼ばれるバットの製造を始めた。これは何度も圧縮を繰り返し硬さと反発力増大に主眼を置いたもので、石井の「しなり」を重視したものとは異なっていたが、1970年代後半から“ボールが飛び過ぎる”という飛ぶボール批判に端を発した強化バット問題が派生。日本野球機構に「各球団の使用球によってホームランが出やすくなる不公平が生じている」と批判が寄せられた。第7代コミッショナー・下田武三は、科学的に使用球の反発力を調べる準備を始めた。1980年開幕直後、近鉄の使用球から反発力検査の合格印が押されていないものが発見される。使用球の飛距離平均化をメーカーに要請したが、「ボールだけ規制するのは不公平ではないか」という非難が起きた。下田は飛ぶボール、圧縮バットの両方を使用禁止とする裁定を下した。石井は裁判を起こし法廷で「"しなり"が大きな特徴であって、硬さと反発力を求めたバットとは異なる」と主張したが通らず、1981年シーズンから飛ぶボール、圧縮バットとも使用禁止となった。なお圧縮バットと飛距離の関係は、厳密には証明されてはいない。
「金属バットは反発力で飛ばすので邪道。個々のテクニックの向上より、パワーアップばかり目指しては日本の野球は崩壊する」が口癖で、その後は繊維強化プラスチック (FRP) 製のバット開発に心血を注ぐ。しかし金属バットの普及もあり、これらが普及することはなかった。石井は1991年世を去った。若い頃、アメリカで見聞を拡げてきた人らしく、待ち合わせにはいつも銀座の資生堂パーラーを指定し、実にスマートにチップを置く紳士だったという。「石井さんは悔しかったと思うよ。圧縮バットを考案したのはトネリコの不足を憂えてのことで、剥がれやすいヤチダモを強化して生かそうと考えた訳だしねえ」と関根は石井の心を思いやっている。事業は石井達弘が継いだが達弘も1996年に亡くなり店は廃業し、自宅兼工場のあった場所は現在住宅地となっている。
東京ドーム内にある野球体育博物館の王貞治のコーナーにベーブ・ルースと並ぶ714号、ハンク・アーロンを抜いた756号と800号を打った3本の圧縮バットがガラスケースに納められている。またアメリカ・ニューヨーク州クーパーズタウンのアメリカ野球殿堂には、ルー・ブロックが3000本安打を記録した圧縮バットが納められている。